# Euploea bazilana
Euploea bazilana är en fjärilsart som beskrevs av Hans Fruhstorfer 1900. Euploea bazilana ingår i släktet Euploea och familjen praktfjärilar. Inga underarter finns listade i Catalogue of Life.